# Eucyclops denticulatus
Eucyclops denticulatus är en kräftdjursart som först beskrevs av Graeter 1903.  Eucyclops denticulatus ingår i släktet Eucyclops, och familjen Cyclopidae. Arten är reproducerande i Sverige.